# Carta als Filipencs
La Carta als Filipencs, també coneguda com a Carta de sant Pau als cristians de Filips, és un dels llibres del Nou Testament de la Bíblia cristiana. Va ser escrita vers l'any 62.

## Autoria
L'autoria paulina de la Carta als Filipencs és universalment acceptada per tots els experts bíblics. Coincideix tant en forma com en contingut amb les altres epístoles acceptades i és citada per les fonts més antigues.

## Destinataris
La carta va adreçada a la comunitat de Filips, una de les primeres esglésies cristianes fundades a Europa. Tenien una relació molt estreta amb Pau, que havia passat molt temps amb ells.
Els filipencs havien enviat Epafrodit a Pau amb donacions que havien reunit per finançar les seves missions, i Pau li va donar la carta perquè els l'entregués a la tornada. Pau reconeix la seva generositat i recorda que van ser dels primers que el van ajudar amb contribucions. (Fel 4:15) Les comunitats de Macedònia serien les que més donacions haurien fet, tot i que els seus membres eren majoritàriament de classes sense gaires recursos.